# Длапкин Дол
Длапкин Дол (мкд. Длапкин Дол) је насеље у Северној Македонији, у западном делу државе. Длапкин Дол припада општини Кичево.

## Географија
Насеље Длапкин Дол је смештено у западном делу Северне Македоније. Од најближег већег града, Кичева, насеље је удаљено 10 km северно.
Длапкин Дол се налази у историјској области Кичевија, око града Кичева. Село се сместило у средишњем делу Кичевског поља, док се на западу издиже планина Бистра. Надморска висина насеља је приближно 670 метара.
Клима у насељу, и поред знатне надморске висине, има жупне одлике, па је пре умерено континентална него планинска.

## Становништво
Длапкин Дол је према последњем попису из 2002. године имао 636 становника.
Већинско становништво у насељу чине Албанци (99%).
Претежна вероисповест месног становништва је ислам.